# Kraftwerk Klosters
Das Kraftwerk Klosters ist ein Wasserkraftwerk in Klosters, das vom Davosersee gespeist wird.
Mit zwei Peltonturbinen liefert es bei einer Fallhöhe von 366 m und einer Ausbauwassermenge von 5,5 m³/s eine elektrische Leistung von 16,5 MW. Das Kraftwerk wurde ab 1923 mit zwei Drehstromgeneratoren errichtet, 1980 wurde ein Drehstromgenerator durch einen Bahnstromgenerator für die Rhätische Bahn ersetzt. 2001/2002 wurde die Druckleitung erneuert und 2008 das Laufrad ersetzt.